# 洛斯巴诺斯 (加利福尼亚州)
洛斯巴诺斯（英語： /loʊs ˈbænoʊs/），是美国加利福尼亚州默塞德县下属的一座城市。建市于1907年5月8日，面积大约为9.99平方英里（25.9平方公里）。根据2010年美国人口普查，该市有人口35,972人。该市在西班牙语中意为“浴室”，因圣华金谷西部天然湿地的一处泉水而得名。